# Аврэмия, Адриан
Адриан Аврэмия (рум. Adrian Avrămia; род. 31 января 1992, Фэлтичени, Сучава) — румынский футболист, защитник.

## Клубная карьера
Адриан Аврэмия родился 31 января 1992 года. Начал свою профессиональную карьеру в Румынии в клубе «Политехника Яссы», затем перешёл в клуб «Университатя Крайова» и также играл за «Рапид Бухарест».
Летом 2016 года Аврэмия перешёл в белорусский клуб «Динамо-Брест». В чемпионате Белоруссии за полтора года сыграл 21 матч, голов не забивал. Вместе с командой он стал обладателем Кубка Белоруссии 2016/2017, отыграл весь финальный матч 28 мая против солигорского «Шахтёра», получил жёлтую карточку, а в послематчевой серии забил один из пенальти. Также Аврэмия принял участие в обоих матчах второго квалификационного раунда Лиги Европы 2017/2018 в сумме проигранных австрийскому «Альтаху» (1:1, 0:3).
1 января 2018 года Аврэмия заключил годичный контракт с казахстанским клубом «Иртыш» (Павлодар) и стал одним из пяти правых защитников клуба при отсутствии левых. Но вернувшийся летом в команду болгарский тренер Димитр Димитров 20 июля расторг контракт с румыном.

## Достижения
«Динамо»
- Обладатель Кубка Белоруссии (1): 2016-17